# Stephen Hammond
Stephen Kwabena Hammond (Accra, 6 agosto 1996) è un calciatore ghanese, centrocampista dell'Īraklīs in prestito dal Levadeiakos.

## Caratteristiche tecniche
È un centrocampista centrale, con doti offensive e un buon tiro dalla distanza.

## Carriera
Ha giocato nella massima divisione del campionato greco e nelle divisioni inferiori del campionato spagnolo.

## Palmarès
- Souper Ligka Ellada 2: 2

Levadeiakos: 2021-2022, 2023-2024 (girone A)